# گمینا اوکونک
گمینا اوکونک (به لهستانی:  Gmina Okonek) یک گمینا در لهستان است که در شهرستان زوتوف واقع شده‌است. گمینا اوکونک ۳۲۵٫۸۸ کیلومتر مربع مساحت و ۸٬۹۰۹ نفر جمعیت دارد.